# 1837
Évszázadok: 18. század – 19. század – 20. század
Évtizedek: 1780-as évek – 1790-es évek – 1800-as évek – 1810-es évek – 1820-as évek – 1830-as évek – 1840-es évek – 1850-es évek – 1860-as évek – 1870-es évek – 1880-as évek
Évek: 1832 – 1833 – 1834 – 1835 –  1836 – 1837 – 1838 – 1839 – 1840 – 1841 – 1842

## Események

### Határozott dátumú események
- január 1. – Elindul az Athenaeum című folyóirat Bajza József szerkesztésében, mely a kor meghatározó reformszemléletű lapjává válik.
- április 18. – A tacnai egyezmény kimondja Észak-Peru, Dél-Peru és Bolívia államszövetségét, Peru-Bolíviai Konföderáció néven.
- június 20. – Viktória királynő kerül Nagy-Britannia és Írország trónjára.
- augusztus 22. – Megnyílik a Pesti Magyar Színház, későbbi nevén a Nemzeti Színház.[1]

### Határozatlan dátumú események
- május – Egerben felszentelik a főszékesegyházat, melynek alapjait 1831-ben kezdték kiásni.[2]
- az év folyamán – Parasztfelkelés Japánban.

## Az év témái

### 1837 a tudományban
- William F. Cooke - Charles Wheatstone szabadalmaztatja az első 5 tűvel működő távírót, az első kereskedelmi forgalomba kerülő távírórendszer.
- Siméon D. Poisson valószínűségszámítás elmélete.

## Születések
- január 17. – Vaszilij Radlov Oroszországban működött német származású nyelvész, turkológus, folklorista († 1918)
- február 3. – Széchenyi Béla, koronaőr, utazó († 1908)
- február 20. – Vass Mátyás, tanító, pedagógiai szakíró, tankönyvíró († 1903)
- március 21. – Theodore Nicholas Gill, amerikai ichthiológus, mammalógus, a puhatestűek kutatója és könyvtáros († 1914)
- március 24. – Fülöp belga herceg, I. Lipót belga király fia és a későbbi I. Albert belga király apja († 1905)
- április 8. – Au Alajos, magyar zeneszerző († 1879 után)
- április 29. – Georges Boulanger, francia katonatiszt, jobboldali politikus († 1891)
- május 28. – Kulifay Elek, magyar református lelkész, egyházszervező († 1912)
- június 8. – Moritz Heyne német filológus, nyelvész, germanista († 1906)
- június 22. – Paul Morphy amerikai sakkozó, az első nem hivatalos sakkvilágbajnok († 1884)
- július 5. – Zichy Jenő, politikus, Ázsia-kutató, akadémikus († 1906)
- október 28. – Tokugava Josinobu, az utolsó japán sógun († 1913)
- október 29. – Balogh Melanie, magyar költő († 1861)
- november 3. – Szilády Áron, nyelvész, irodalomtörténész, akadémikus († 1922)
- november 12. – Vidróczki Márton, magyar mátrai betyár († 1873)
- december 24. – Erzsébet osztrák-magyar királyné († 1898)

## Halálozások
- január 11. – François Gérard, francia festő (* 1770)
- január 29. – Alekszandr Szergejevics Puskin, orosz író (* 1799)
- február 17. – Sobri Jóska, híres dunántúli betyár (* 1810)
- február 19. – Georg Büchner, német drámaíró (* 1813)
- június 14. – Giacomo Leopardi, olasz költő és gondolkodó (* 1798)
- július 7. – Josef Eduard Teltscher(wd) osztrák festő, litográfus (* 1801)
- augusztus 2. – Kállay Péter magyar földbirtokos, császári és királyi kamarás (* 1764)
- szeptember 15. – Philippe Buonarroti, olasz származású francia forradalmár (* 1761)
- szeptember 21. – Bezerédj Amália, a magyar gyermekirodalom úttörője (* 1804)
- október 10. – Charles Fourier, francia utópista szocialista filozófus (* 1772)
- október 17. – Johann Nepomuk Hummel, osztrák zeneszerző, zongoraművész (* 1778)
- november 30. – Cselkó István, a Pozsonyi Királyi Jogakadémia tanára, több megye táblabírája (* 1773)